# Michael McElhatton
Michael McElhatton (Dublin, 12 september 1963) is een Iers acteur. Hij is voornamelijk bekend dankzij zijn rol als Roose Bolton in de fantasy-televisieserie Game of Thrones van HBO.

## Filmografie

### Films
- 2021 The Last Duel - als Bernard Latour
- 2017 The Foreigner - als Jim Kavanagh
- 2017 King Arthur: Legend of the Sword - als Jack's Eye
- 2017 The Zookeeper's Wife - als Jerzyk
- 2016 Handsome Devil - als Walter Curly
- 2016 The Autopsy of Jane Doe - als Sheriff Burke
- 2016 The Siege of Jadotville - als Generaal McEntee
- 2012 Shadow Dancer - als Liam Hughes
- 2011 Death of a Superhero - als James
- 2011 Albert Nobbs - als Mr. Moore
- 2009 Perrier's Bounty - als Ivan
- 2008 Fifty Dead Men Walking - als Robbie
- 2006 The Tiger's Tail - als Dr. Alex Loden
- 2003 Intermission - als Sam

### Televisieseries
- 2020 Das Boot - als Thomas O'Leary - 4 afl.
- 2019 Chernobyl - als Andrei Stepasjin - 1 afl.
- 2017 Genius - als Phillip Lenard - 8 afl.
- 2012-2016 Game of Thrones - als Roose Bolton - 19 afl.
- 2015 Strike Back - als Oppenheimer - 2 afl.
- 2013 The Fall - als Rob Breedlove - 4 afl.
- 2013 Ripper Street - als James Monro - 2 afl.

- Biblioteca Nacional de España: XX5778815
- Gemeinsame Normdatei: 1061477525
- International Standard Name Identifier: 0000 0004 5684 7550
- Library of Congress Control Number: no2016025690
- Nationale Bibliotheek van Tsjechië: xx0230801
- Nationale Bibliotheek van Israël: 987007356251505171
- Système universitaire de documentation: 233240462
- Virtual International Authority File: 311626248
- WorldCat: E39PBJrrwJbTPJgwGvVGdfhrbd